# Slovénie aux Jeux olympiques d'été de 2016
La Slovénie participe aux Jeux olympiques d'été de 2016 à Rio de Janeiro au Brésil du 5 au 21 août 2016. Il s'agit de sa 7e participation à des Jeux olympiques d'été.

## Athlétisme

### Hommes

#### Course
| Athlètes     | Compétitions | Série         | Série | Demi-finales | Demi-finales | Finale          | Finale  |
| Athlètes     | Compétitions | Temps         | Rang  | Temps        | Rang         | Temps           | Rang    |
| ------------ | ------------ | ------------- | ----- | ------------ | ------------ | --------------- | ------- |
| Luka Janežič | 400 mètres   | 45 s 33       | 2e    | 45 s 07      | 4e           | Éliminé         | Éliminé |
| Žan Rudolf   | 800 mètres   | 1 min 46 s 93 | 5e    | Éliminé      | Éliminé      | Éliminé         | Éliminé |
| Anton Kosmac | Marathon     | NC            | NC    | NC           | NC           | 2 h 29 min 48 s | 117e    |

#### Concours
| Athlètes      | Compétitions     | Série    | Série | Finale   | Finale  |
| Athlètes      | Compétitions     | Résultat | Rang  | Résultat | Rang    |
| ------------- | ---------------- | -------- | ----- | -------- | ------- |
| Robert Renner | Saut à la perche | 5,45 m   | 22e   | Éliminé  | Éliminé |

### Femmes

#### Course
| Athlètes         | Compétitions | Série   | Série | Demi-finales | Demi-finales | Finale  | Finale  |
| Athlètes         | Compétitions | Temps   | Rang  | Temps        | Rang         | Temps   | Rang    |
| ---------------- | ------------ | ------- | ----- | ------------ | ------------ | ------- | ------- |
| Maja Mihalinec   | 200 mètres   | 23 s 38 | 6e    | Éliminé      | Éliminé      | Éliminé | Éliminé |
| Sabina Veit      | 200 mètres   | 23 s 75 | 7e    | Éliminé      | Éliminé      | Éliminé | Éliminé |
| Daneja Grandovec | Marathon     | NC      | NC    | NC           | NC           | DNF     | /       |

## Canoë-kayak

### Slalom
|                        | Compétition | Éliminatoires | Éliminatoires | Éliminatoires | Éliminatoires | Éliminatoires | Éliminatoires | Demi-finales | Demi-finales | Finale   | Finale                             |
| Course 1               | Compétition | Rang          | Course 2      | Rang          | Total         | Rang          | Résultat      | Rang         | Résultat     | Rang     |                                    |
| ---------------------- | ----------- | ------------- | ------------- | ------------- | ------------- | ------------- | ------------- | ------------ | ------------ | -------- | ---------------------------------- |
| Benjamin Savšek        | C1 hommes   | 99 s 69       | 7             | 94 s 36       | 3             | 94 s 36       | 4 Q           | 98 s 70      | 4 Q          | 99 s 36  | 6                                  |
| Luka Božič Sašo Taljat | C2 hommes   | 105 s 21      | 6             | 113 s 41      | 7             | 105 s 21      | 6 Q           | 111 s 14     | 7 Q          | 107 s 73 | 7                                  |
| Peter Kauzer           | K1 hommes   | 91 s 11       | 8             | 96 s 88       | 15            | 91 s 11       | 12 Q          | 91 s 01      | 4 Q          | 88 s 70  | Médaille d'argent, Jeux olympiques |

## Cyclisme

### Cyclisme sur route
| Athlète         | Compétition             | Temps           | Rang |
| --------------- | ----------------------- | --------------- | ---- |
| Primož Roglič   | Course en ligne hommes  | 6 h 19 min 43 s | 26e  |
| Primož Roglič   | Contre-la-montre hommes | 1 h 14 min 55 s | 10e  |
| Simon Spilak    | Course en ligne hommes  | 6 h 30 min 05 s | 56e  |
| Matej Mohorič   | Course en ligne hommes  | non terminé     | NC   |
| Polona Batagelj | Course en ligne femmes  | 3 h 58 min 03 s | 32e  |

### VTT
| Athlète      | Compétition              | Temps | Rang |
| ------------ | ------------------------ | ----- | ---- |
| Tanja Žakelj | Cross-country VTT femmes |       |      |
|              | Cross-country VTT femmes |       |      |

## Handball

### Tournoi masculin
L'équipe de Slovénie de handball masculin gagne sa place pour les Jeux à l'issue d'un Tournoi mondial qualification olympique.

#### Effectif de la sélection
| Sélectionneur            | Sélectionneur   | Veselin Vujović          | Veselin Vujović | Veselin Vujović          |
| N°                       | Nom             | Date de naissance et âge | Sél. (buts)     | Club                     |
| Gardiens de but          |                 |                          |                 |                          |
| 1                        | Matevž Skok     | 2 septembre 1986         | 55 (0)          | RK PDD Zagreb            |
| 12                       | Gorazd Škof     | 11 juillet 1977          | 179 (0)         | Paris Saint-Germain      |
| 90                       | Urban Lesjak    | 24 août 1990             | 20 (0)          | RK Celje Pivovarna Laško |
| Ailiers                  |                 |                          |                 |                          |
| 8                        | Blaž Janc       | 20 novembre 1996         | 2 (9)           | RK Celje Pivovarna Laško |
| 13                       | Darko Cingesar  | 25 juillet 1990          | 24 (32)         | RK PDD Zagreb            |
| 31                       | Simon Razgor    | 18 septembre 1985        | 36 (93)         | HC Meshkov Brest         |
| Arrières et Demi-centres |                 |                          |                 |                          |
| 5                        | Nik Henigman    | 4 décembre 1995          | 2 (3)           | RD Slovan Bratislava     |
| 7                        | Vid Kavtičnik   | 24 mai 1984              | 158 (444)       | Montpellier AHB          |
| 11                       | Jure Dolenec    | 6 décembre 1988          | 95(349)         | Montpellier AHB          |
| 18                       | David Miklavčič | 29 janvier 1983          | 90 (137)        | RK PDD Zagreb            |
| 23                       | Uroš Zorman     | 9 janvier 1980           | 216 (503)       | KS Vive Targi Kielce     |
| 25                       | Marko Bezjak    | 26 juin 1986             | 81 (117)        | SC Magdebourg            |
| 32                       | Miha Zarabec    | 21 octobre 1991          | 12 (21)         | RK Celje Pivovarna Laško |
| 44                       | Dean Bombač     | 4 avril 1989             | 60 (100)        | KS Vive Targi Kielce     |
| Pivot                    |                 |                          |                 |                          |
| Blaž Blagotinšek         | 17 janvier 1994 | 25 (24)                  | MVM Veszprém KC |                          |
| 15                       | Vid Poteko      | 5 avril 1991             | 22 (11)         | RK Celje Pivovarna Laško |
| 22                       | Matej Gaber     | 22 juillet 1991          | 84 (91)         | SC Pick Szeged           |

## Natation
| Athlète        | Épreuve      | Séries        | Séries | Demi-finales | Demi-finales | Finale  | Finale  |
| Athlète        | Épreuve      | Temps         | Rang   | Temps        | Rang         | Temps   | Rang    |
| -------------- | ------------ | ------------- | ------ | ------------ | ------------ | ------- | ------- |
| Damir Dugonjič | 100 m brasse | 1 min 00 s 41 | 21e    | Éliminé      | Éliminé      | Éliminé | Éliminé |